# Hinterer Tajakopf
Le Hinterer Tajakopf est une montagne qui s’élève à 2 408 m d’altitude dans le Wetterstein, en Autriche.